# Фуенте-Сан-Луїс (муніципальний павільйон)
Муніципальний павільйон Фуенте Сан Луїс ісп. Pabellón Municipal Fuente San Luis, відомий як Ла Фонтета ісп. La Fonteta) — крита арена, розташована у Валенсії, Іспанія. Побудований у 1983 році, він в основному використовується для баскетбольних матчів і є домашньою ареною клубу іспанської ліги ACB «Валенсія Баскет». Арена вміщує 9 000 глядачів.

## Історія
Ла Фонтета побудована в 1983 році. «Валенсія Баскет» почав проводити свої ігри на арені в 1987 році. Арена також використовувалася як домашня арена для жіночої баскетбольної команди «Рос Касарес Валенсія» та футзальної команди «Валенсія ФС».
З 9 по 11 квітня 2010 року в «Фонтета» відбувся «Фінал чотирьох» жіночої Євроліги сезону 2009—2010, де «Рос Касарес Валенсія» зазнала поразки у фіналі від «Спартака» (Московської області).
У 2016 році «Валенсія» профінансувала реконструкцію арени на суму 500 000 євро, а також встановила нове центральне табло вартістю 150 000 євро.
Тут відбулося кілька матчів групового етапу жіночого Євробаскету FIBA 2021, який проводили Іспанія та Франція.
У червні 2020 року розпочалося будівництво Ройг Арена (Roing Arena), нового залу, розташованого на сусідній ділянці, яка використовувалася як парковка для обслуговуючого персоналу Ла Фонтета.

## Галерея

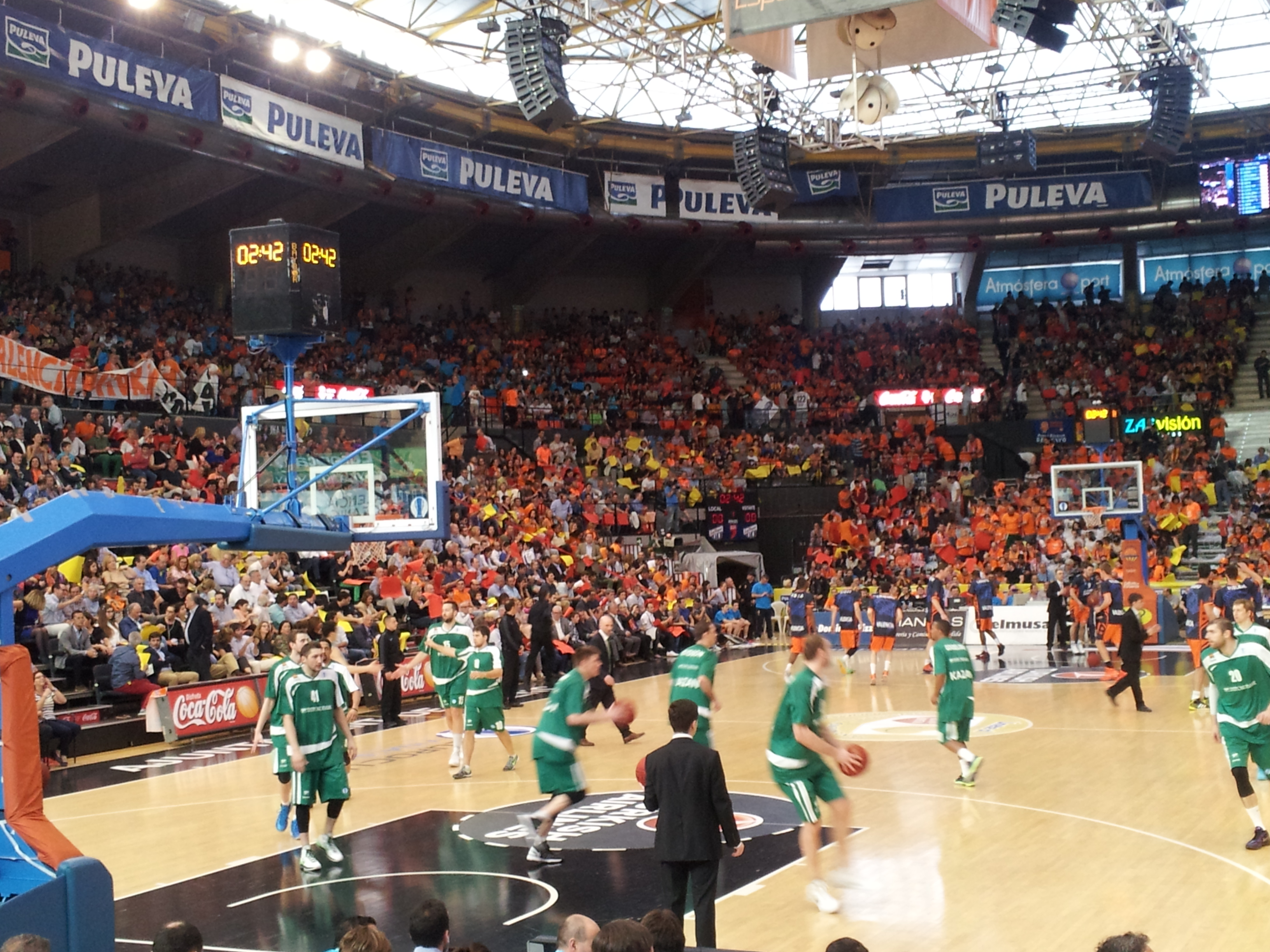
Під час фінального матчу Кубка Європи 2014 між «Валенсією» та УНІКСом (Казань).
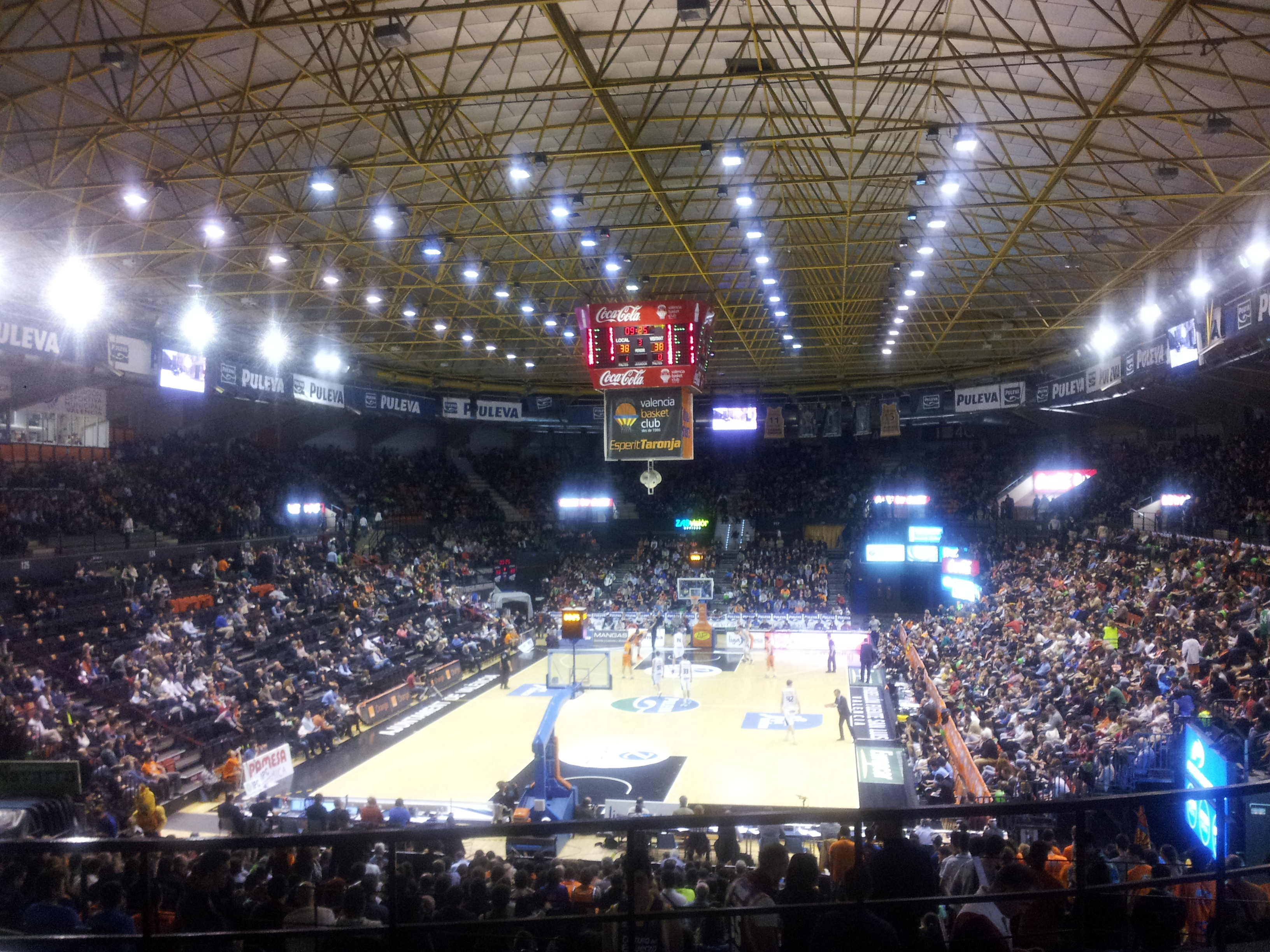
Гра сезону Іспанської ліги ACB 2013–14 міжВаленсією та Обрадойро.
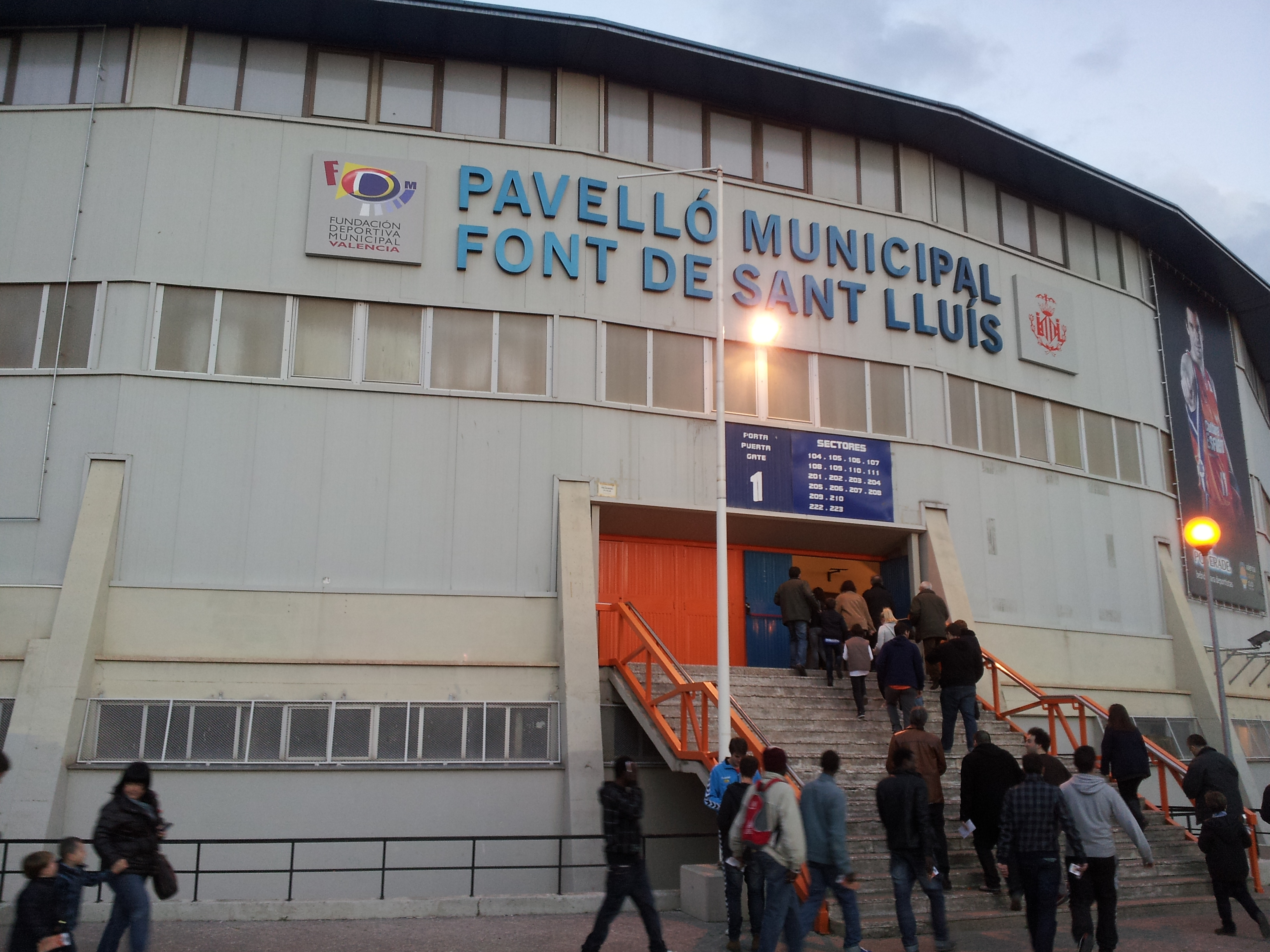